# Житавани
Житавани (словац. Žitavany) — село в окрузі Комарно Нітранського краю Словаччини. Площа села 18,2 км². Станом на 31 грудня 2015 року в селі проживало 1918 жителів.

## Історія
Перші згадки про село датуються 1075 роком.

## Населення
| Рік:            | 1994. | 2004. | 2014.   | 2024.   |
| --------------- | ----- | ----- | ------- | ------- |
| Кількість осіб: | 0     | 1818  | 1930    | 1804    |
| Різниця:        |       | –     | +6,16 % | -6,52 % |

| Рік:            | 2023. | 2024.   |
| --------------- | ----- | ------- |
| Кількість осіб: | 1825  | 1804    |
| Різниця:        |       | -1,15 % |